# Rueval
Rueval är en kulle i Storbritannien.   Den ligger i kommunen Yttre Hebriderna och riksdelen Skottland, i den nordvästra delen av landet, 800 km nordväst om huvudstaden London. Toppen på Rueval är 19 meter över havet.
Terrängen runt Rueval är mycket platt.  I omgivningarna runt Rueval växer i huvudsak barrskog.